# ジューイット (小惑星)
ジューイット (6434 Jewitt) は小惑星帯に位置する小惑星。ローウェル天文台でエドワード・ボーエルが発見した。
イギリス生まれの天文学者で、ハワイ大学の天文台で最初の太陽系外縁天体や木星・土星の衛星多数を発見者したデビッド・C・ジューイットから命名された。